# Dominique Braeckman
Pour les articles homonymes, voir Braeckman.
Dominique Braeckman, née le 3 mars 1956 à Ixelles, est une femme politique belge bruxelloise, membre d'Ecolo.
Elle est agrégée de l'enseignement secondaire inférieur et a un master en politique économique et sociale (Fopes).

## Fonctions politiques passées
- Membre du Parlement de la Région de Bruxelles-Capitale du 29 juin 1999 au 25 mai 2014
- Présidente du groupe ECOLO au Parlement francophone bruxellois
- Présidente du comité d'avis pour l'égalité entre femmes et hommes
- Vice-présidente de la Commission des Affaires sociales du Parlement francophone bruxellois

## Décoration
- Chevalier de l'ordre de Léopold (2009)[1]